# Xine
xine [ksi:n] ist ein freier (unter GNU General Public License) Mediaplayer für Linux, FreeBSD, Solaris, IRIX und Mac OS X. An der Unterstützung weiterer Plattformen wie Windows, HP-UX, OpenBSD und OS/2 wird gearbeitet.
Das Programm teilt sich auf in ein Backend (xine-lib), welches die Audio- und Videofunktionalität zur Verfügung stellt, und graphische Frontends, welche der Interaktion mit dem Benutzer dienen. Folgende Frontends stehen zur Verfügung:
- xine-ui, das Standardfrontend, verwendet Motif
- gxine, verwendet GTK+
- Kaffeine, gründet auf KDE, kann auch andere Backends verwenden;
- Goggles Music Manager, mit FOX geschrieben;
- Oxine.
- Phonon (Anfangs unter Unix-artigen System (außer Mac OS X) als primäre Wiedergabelösung)

Unterstützt werden alle gängigen Containerformate wie AVI, Ogg/Ogg Media oder MKV sowie viele verschiedene Video- und Audio-Codecs, viele davon unter Verwendung der Codec-Sammlung libavcodec, welche in FFmpeg enthalten ist. Außerdem können Datenträger wie DVDs oder CDs abgespielt werden. Mit libdvdcss können auch CSS-verschlüsselte DVDs wiedergegeben werden. Aktuelle Versionen unterstützen auch Digitales Fernsehen (DVB).